# Ciclismo ai Giochi della XIV Olimpiade - Chilometro a cronometro
La competizione del chilometro a cronometro di ciclismo dei Giochi della XIV Olimpiade si tenne il giorno 11 agosto 1948 al Velodromo di Herne Hill a Londra, nel Regno Unito.

## Risultati
| Pos.    | Atleta                | Nazione           | Tempo  |
| ------- | --------------------- | ----------------- | ------ |
| Oro     | Jacques Dupont        | Francia           | 1'13"5 |
| Argento | Pierre Nihant         | Belgio            | 1'14"5 |
| Bronzo  | Tommy Godwin          | Gran Bretagna     | 1'15"0 |
| 4       | Hans Flückiger        | Svizzera          | 1'15"3 |
| 5       | Axel Schandorff       | Danimarca         | 1'15"5 |
| 6       | Sidney Patterson      | Australia         | 1'15"7 |
| 7       | John Sebastian Heid   | Stati Uniti       | 1'16"2 |
| 8       | Walter Freitag        | Austria           | 1'16"8 |
| 9       | Gino Guerra           | Italia            | 1'17"1 |
| 10      | Onni Kasslin          | Finlandia         | 1'17"4 |
| 11      | Carlos Tramutolo      | Uruguay           | 1'17"5 |
| 12      | Theodorus Blankenaauw | Paesi Bassi       | 1'17"7 |
| 13      | Jorge Sobrevila       | Argentina         | 1'17"9 |
| 14      | Julio César León      | Venezuela         | 1'18"1 |
| 15      | Lorne Atkinson        | Canada            | 1'20"2 |
| 16      | Compton Gonsalves     | Trinidad e Tobago | 1'21"5 |
| 16      | Reinaldo Paseiro      | Cuba              | 1'21"5 |
| 18      | Adolfo Romero         | Messico           | 1'22"7 |
| 19      | Rohinton Noble        | India             | 1'22"9 |
| 20      | Wazir Ali             | Pakistan          | 1'24"8 |
| 21      | Laddie Lewis          | Guyana britannica | 1'25"0 |